# Lockport (Illinois)
Lockport est une ville du comté de Will, dans l’Illinois, États-Unis, située à 30 miles au sud-ouest de Chicago. La ville a été incorporée en 1853.
Elle est située le long du canal Illinois et Michigan (I & M), et était le siège de son exploitation quand il fonctionnait. Une section du canal traverse Lockport, y compris les vestiges de l'écluse no 1 dont la ville a reçu son nom. La tracé du canal est maintenant connu comme l'Illinois and Michigan National Heritage Corridor.